# Pi1 Cancri
Pi1 Cancri (π1 Cancri, förkortad Pi1 Cnc, π1 Cnc), som är stjärnans Bayer-beteckning (även kallad 81 Cancri), är en multippelstjärna i östra delen av stjärnbilden Kräftan. Den har en skenbar magnitud av 6,77 och är mycket svagt synlig för blotta ögat där ljusföroreningar ej förekommer. Baserat på parallaxmätning inom Hipparcosuppdraget på ca 49,1 mas, beräknas den befinna sig på ett avstånd av ca 66 ljusår (20 parsek) från solen. 

## Egenskaper
Primärstjärnan Pi1 Cancri A är en gul till vit stjärna i huvudserien av spektralklass G8 V Den har en massa som är omkring 90 procent av solens massa, en radie som är ungefär lika med solens radie och avger lika stor mängd energi som solen från dess fotosfär vid en effektiv temperatur på ca 5 500 K.
Pi1 Cancri har länge varit känd som en dubbelstjärna både visuellt och spektroskopiskt (VBO = SB2O). Deras omloppsbana är excentrisk med  en period på 2,7 år, upplöst av över 100 millibågsekunder. De två komponenterna har liknande massa och temperatur, där följeslagaren bara har ~0,04 solmassor lägre massa och är några hundra K svalare än primärstjärnan.
En brun dvärg, som i sig är en dubbelstjärna, upptäcktes 2001 i konstellationen. Den nya komponenten, Pi1 Cancri C, befanns ha en spektraltyp av L8, nära LT-övergången. Separerad från den primära dubbelstjärnan med 43 bågsekunder och på ett avstånd av 20,4 parsek, har den bruna dvärgen en fysisk åtskillnad på minst 880 AE. Det bekräftades 2006 att den består av två bruna dvärgar, komponenterna C och D, som är separerade med ca 11 AE, och har en ömsesidig bana som sannolikt har en omloppsperiod på 150 år till följd av de små involverade massorna.